# Jean Porter
Bennie Jean Porter (Cisco, Texas, 1922. december 8. – Canoga Park, Los Angeles, Kalifornia, 2018. január 13.) amerikai színésznő.

## Filmjei

### Mozifilmek
- Song and Dance Man (1936)
- Tamás urfi kalandjai (The Adventures of Tom Sawyer) (1938)
- A kis csitri (The Under-Pup) (1939)
- One Million B.C. (1940)
- The Hard-Boiled Canary (1941)
- Kiss the Boys Goodbye (1941)
- Micsoda férfi (Never Give a Sucker an Even Break) (1941)
- Henry Aldrich for President (1941)
- Ördögéknél (Hellzapoppin') (1941)
- Tavasz a Broadway-n (Babes on Broadway) (1941)
- Glove Birds (1942, rövidfilm)
- Heart of the Rio Grande (1942)
- About Face (1942, rövidfilm)
- Home in Wyomin' (1942)
- Fall In (1942)
- Calaboose (1943)
- The Youngest Profession (1943)
- That Nazty Nuisance (1943)
- Young Ideas (1943)
- Andy Hardy's Blonde Trouble (1944)
- Bathing Beauty (1944)
- San Fernando Valley (1944)
- Thrill of a Romance (1945)
- Twice Blessed (1945)
- Abbott és Costello Hollywoodban (Bud Abbott and Lou Costello in Hollywood) (1945)
- What Next, Corporal Hargrove?  (1945)
- Easy to Wed (1946)
- Till the End of Time (1946)
- Betty Co-Ed (1946)
- Little Miss Broadway (1947)
- Sweet Genevieve (1947)
- That Hagen Girl (1947)
- Two Blondes and a Redhead (1947)
- Cry Danger (1951)
- Kentucky Jubilee (1951)
- G.I. Jane (1951)
- The Clown (1953)
- Racing Blood (1954)
- Az Isten bal keze (The Left Hand of God) (1955)

### Tv-sorozatok
- The Abbott and Costello Show (1953, egy epizódban)
- The Joe Palooka Story (1954, egy epizódban)
- Climax! (1955, két epizódban)
- Dr. Hudson's Secret Journal (1957, egy epizódban)
- The People's Choice (1957, egy epizódban)
- The Red Skelton Show (1957–1958, két epizódban)
- 77 Sunset Strip (1961, egy epizódban)
- Sea Hunt (1961, egy epizódban)